# Tipula cheethami
Tipula cheethami är en tvåvingeart som beskrevs av Edwards 1924. Tipula cheethami ingår i släktet Tipula och familjen storharkrankar. Inga underarter finns listade i Catalogue of Life.